# راچا (پریبوی)
راچا (به صربی: Rača) یک منطقهٔ مسکونی در صربستان است که در پریبوی واقع شده‌است. راچا ۱٬۳۱۳ نفر جمعیت دارد.